# Aspidoscelis opatae
Espèce
Synonymes
- Cnemidophorus opatae Wright, 1967

Statut de conservation UICN

 DD  : Données insuffisantes
Aspidoscelis opatae est une espèce de sauriens de la famille des Teiidae.

## Répartition
Cette espèce est endémique du Mexique.

## Publication originale
- Wright, 1967 : A new uniparental whiptail lizard (genus Cnemidophorus) from Sonora, Mexico. Journal of the Arizona Academy of Science, vol. 4, n. 3, p. 185-193.